# David Farber
David J. Farber (né le 17 avril 1934 dans le New Jersey) est un professeur d'informatique, connu pour ses contributions aux langages de programmation et aux réseaux informatiques ; il est professeur émérite et codirecteur du Centre de recherche sur la cybercivilisation de l'Université Keiō au Japon. Il a été surnommé le « grand-père d'Internet »,.

## Carrière
Farber obtient un diplôme en génie électrique au Institut de technologie Stevens en 1956, puis une maîtrise en mathématiques en 1961.  Il travaille ensuite onze années aux Laboratoires Bell, où il contribue à la conception du premier système de commutation électronique (ESS-1) et du langage de programmation SNOBOL. Il occupe ensuite des postes dans l'industrie,  chez RAND Corporation et Scientific Data Systems, puis des postes universitaires à l'Université de Californie à Irvine, à l'Université du Delaware et à l'Université Carnegie-Mellon. Il a reçu un doctorat honorifique en ingénierie du Stevens Institute en 1999.
À l'Université de Californie à Irvine, ses travaux conduisent à la création d'un système informatique distribué opérationnel, le premier au niveau mondial. Au département de génie électrique de l'Université du Delaware, Farber contribue à la conception et à l'organisation des principaux réseaux de recherche américains CSNET, NSFNet et le National Research and Education Network (NREN). Il contribue également à la création du Gigabit Network Testbed, financé par la NSF/DARPA, et il a présidé le comité de coordination du Gigabit Testbed.
Farber est ensuite nommé professeur Alfred Fitler Moore de systèmes de télécommunications à l'Université de Pennsylvanie, où il est également  professeur de commerce et de politique publique à la Wharton School of Business et professeur associé à la Annenberg School for Communication (en). Farber occupe le poste de technologue en chef à la Commission fédérale des communications des États-Unis en 2000-2001, durant un congé de l'université.
Farber est l'un des rédacteurs fondateurs du forum ICANNWatch. Il siège au conseil consultatif de Context Relevant et de The Liquid Information Company Il est l'un des membres fondateurs du conseil d'administration de l'Internet Systems Consortium et y siège depuis 1994

## Honneurs et contributions communautaires
Farber est membre de l'Association américaine pour l'avancement des sciences, de l'Institute of Electrical and Electronics Engineers et de l'ACM, et a reçu le prix SIGCOMM 1995 pour ses contributions aux communications informatiques. Il a siégé au conseil d'administration de l'Electronic Frontier Foundation, au conseil consultatif de l' Electronic Privacy Information Center, au conseil d'administration de l' Internet Society et au comité consultatif présidentiel sur le calcul haute performance et les communications, les technologies de l'information et l'Internet de nouvelle génération. Il anime une importante liste de diffusion appelée Interesting-People. En 2012, à la mémoire de son fils, il crée le prix Joseph M. Farber au Stevens Institute of Technology, qui récompense un étudiant diplômé en dernière année, spécialisé dans l'une des disciplines du College of Arts and Letters, et "qui manifeste un vif intérêt et une préoccupation pour les libertés civiles et leur importance pour la préservation et la protection des droits de l'homme".
En 2013, Farber est intronisé au Temple de la renommée d'Internet dans le groupe des pionniers. Il est élu membre de l'American Association for the Advancement of Science en 2018.